# Herb Międzylesia
Herb Międzylesia – jeden z symboli miasta Międzylesie i gminy Międzylesie w postaci herbu.

## Wygląd i symbolika
Herb o białej tarczy herbowej przedstawia czerwonego wilka biegnącego po zielonej murawie przez las, symbolizowany przez trzy zielone drzewa liściaste. Symbolika nawiązuje do nazwy miasta oraz jego pierwotnego położenia wśród lasów.

## Historia
Godło herbowe znane od XVI wieku.  W 2008 Międzylesie w ramach promocji miasta podjęło starania o adopcję ośmiu wilków z Ogrodu Zoologicznego we Wrocławiu oraz podjęcie współpracy z innymi miastami mającymi w herbie wilka.
26 marca 2013 rada miejska ustanowiła herb uchwałą nr XXVII/148/2013.